# Талдыбулак (Жамбылская область)
Талдыбулак (каз. Талдыбұлақ уч.) — населённый пункт в Меркенском районе Жамбылской области Казахстана. Входит в состав Жамбылского сельского округа. Код КАТО — 315433700.

## Население
В 1999 году население населённого пункта составляло 989 человек (515 мужчин и 474 женщины). По данным переписи 2009 года, в населённом пункте проживало 828 человек (425 мужчин и 403 женщины).